# Джордж Ромні
Джордж Ромні (англ. George Romney 26 грудня, 1734, Далтон ін Фурнес — 15 листопада, 1802, Кендал) —  англійський портретист кінця XVIII століття.

## Біографія коротко
Походив з родини ремісника, батько виготовляв меблі.Народився в Далтон ін Фурнес, Ланкашир. В живопис прийшов майже випадково, коли зустрів мандрівного художника — портретиста на ім'я Крістофер Стіл.
Можливість мандрувати і покинути набридлий дім батьків, засвоївши новий фах, і привабила 20-річного провінціала. Систематичної художньої освіти не мав, тому його вважають автодидактом.
З 1762 року оселився в Лондоні. Відкрив свою майстерню. Аби отримати визнання, представив в Королівську Академію мистецтв Лондона картину «Смерть генерала Вулфа», за яку отримав премію.
Твердження про Італію з її художніми скарбами і стажування там спонукали до подорожі туди. В Італію відбув у 1773 році разом з художником мініатюристом Озайя Хемфрі. Мандрував по Італії, перебував в містах Венеція, Парма, Болонья, Рим до 1775 року. Серед інших міст відвідав Париж.
Повернувся в Лондон, де по смерті Гейнсбороу 1788 р. не мав значного конкурента портретиста.

## Головні твори
- «Автопортрет, 1784», Лондон
- «Автопортрет (в майстерні)», Лувр
- Емма Гамільтон (Ромні), Лондон

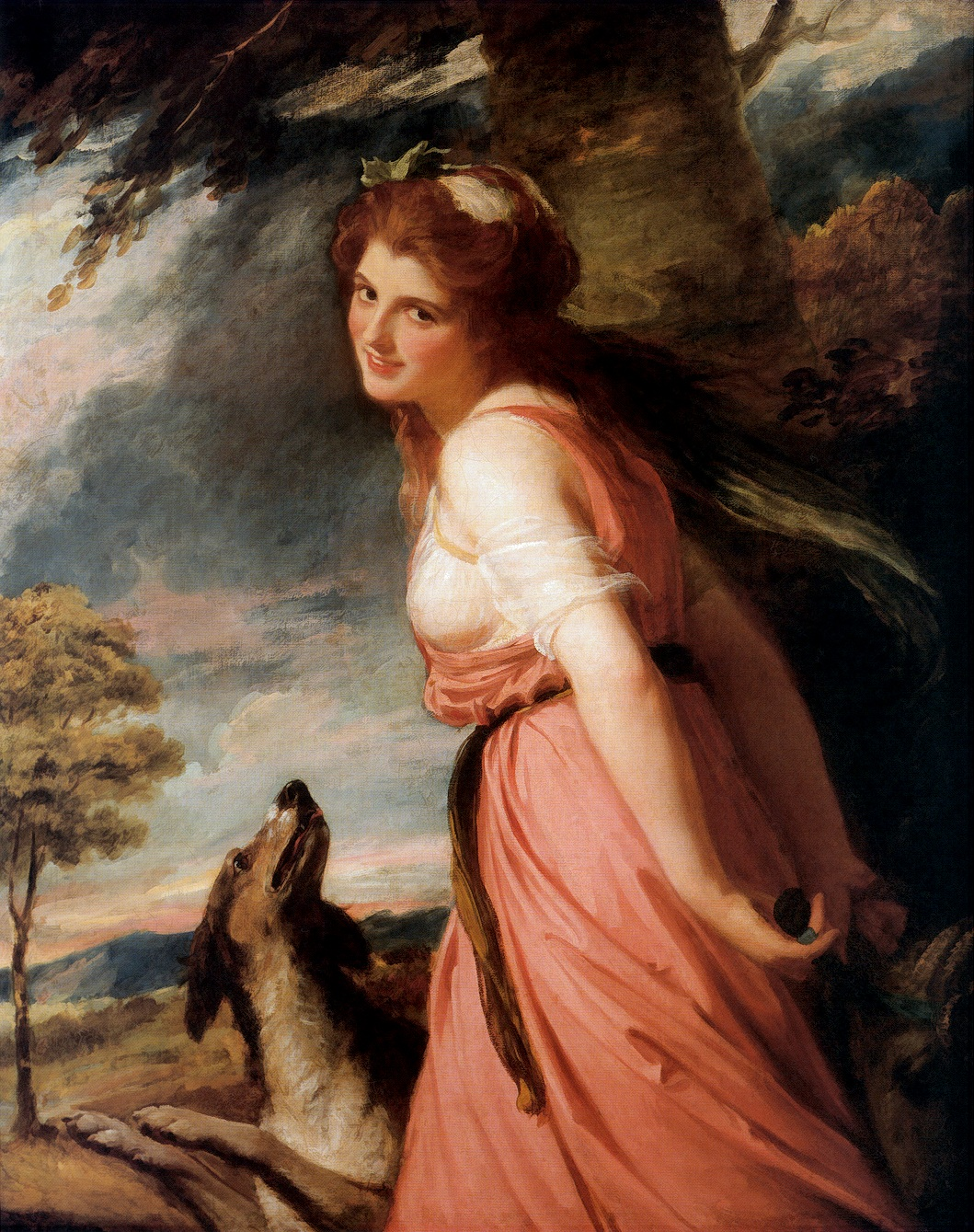
«Емма Харт як вакханка», 1785 р.

- «Емма Харт як вакханка», 1785 р.
- «Графиня Дербі (Ромні)», Метрополітен-музей
- «Джон Волтер Темпест з конем», Сан-Паулу, Бразилія
- «Міссіз Харіет Грір», Ермітаж
- «Портрет невідомої леді», Краків, Польщя
- «Джордж Спенсер, 4-й лорд Мальборо»
- «Міссіз Ендрю Рід», Кимбел Арт Мьюзеум, Техас.
- «Джейн Максвел з сином Джорджем Дунканом», маркізом Хантлі.
- «Леді Мері Б'юкемр-Проктер», США
- «Адам Волкер з родиною»(груповий портрет), Лондон.
- «Джозеф Брант», Нац.галерея, Канада, Оттава.

## Галерея обраних творів

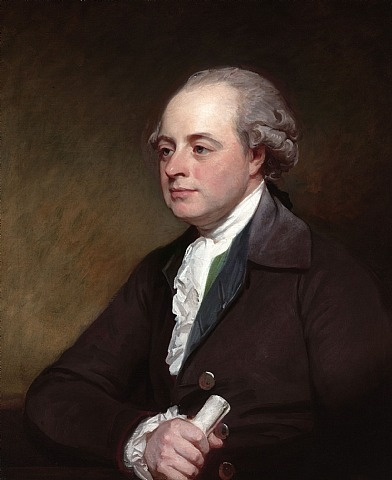
«Томас Робінсон», 2-й барон Грентем, 1770 р.
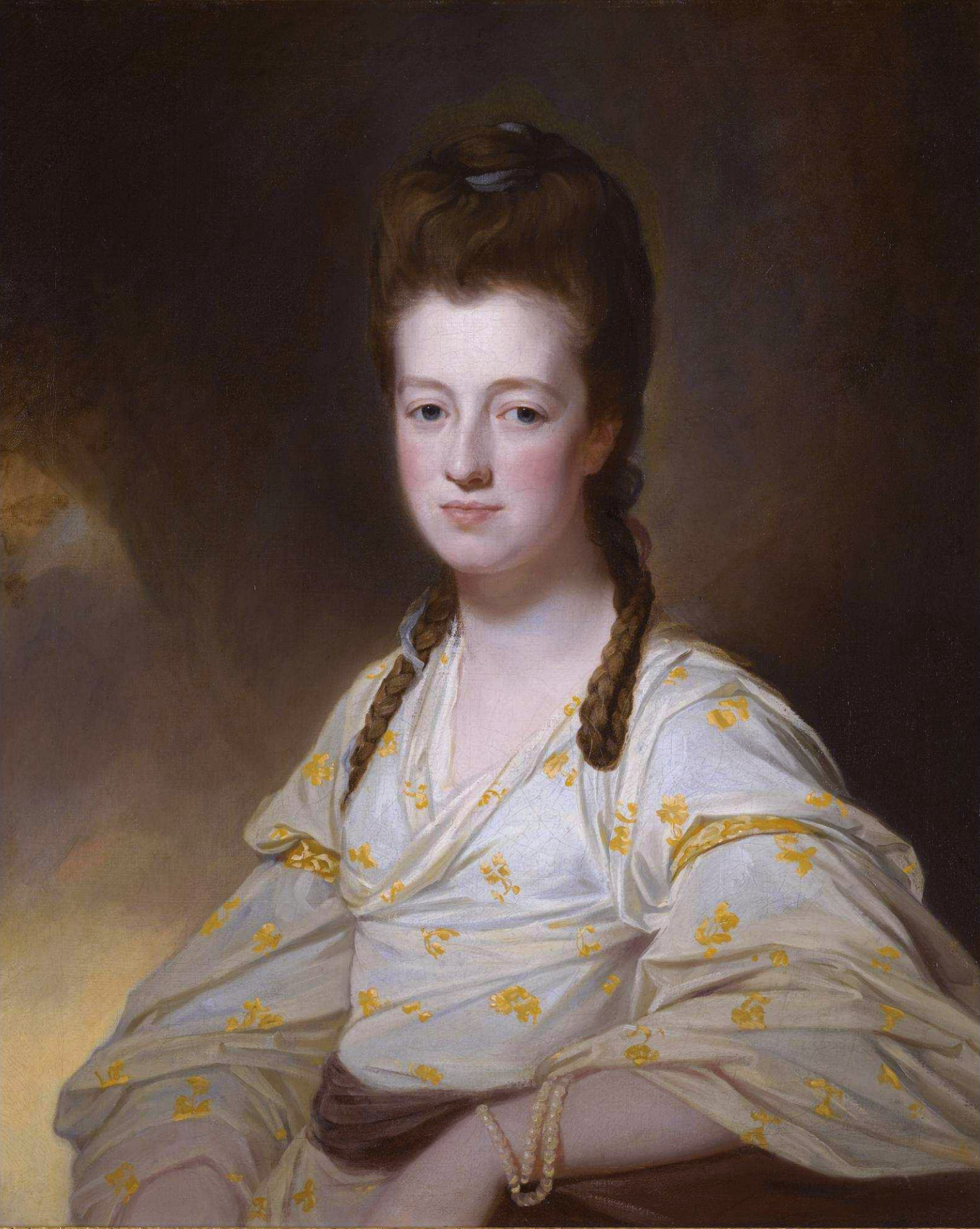
«Дороті Кавендиш», 1772 р., Чатсворт Хаус.
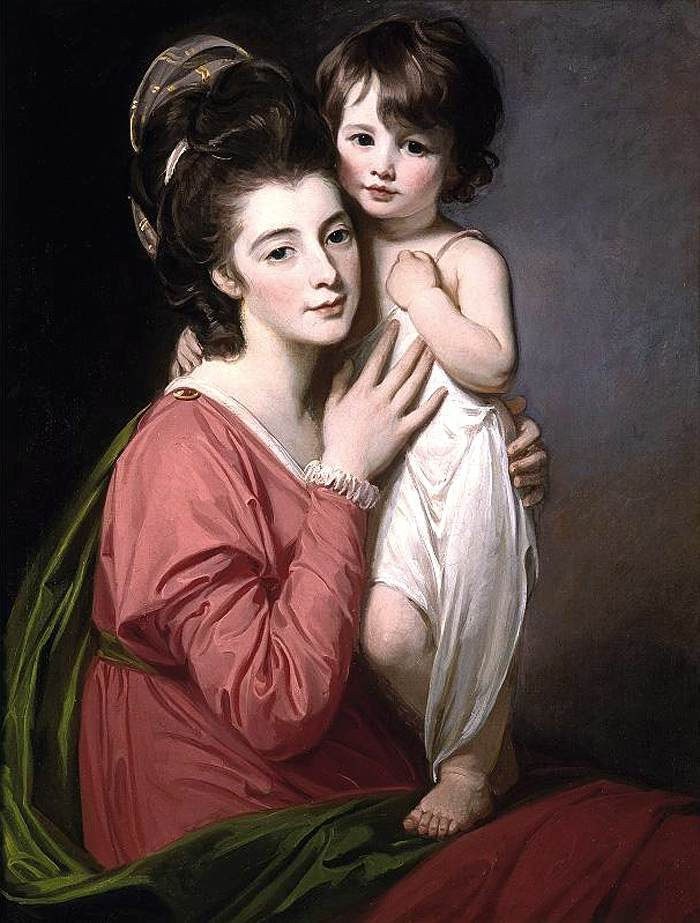
«Міссіз Генріета Моррісон із сином Джоном», 1777 р., привтна збірка
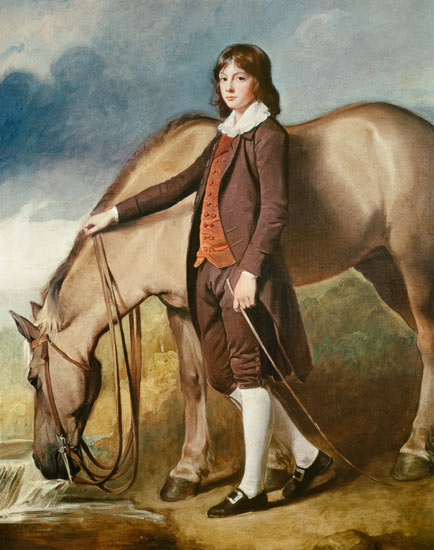
«Джон Волтер Темпест із конем», бл. 1780 р., Художній музей Сан Пауло, Бразилія.
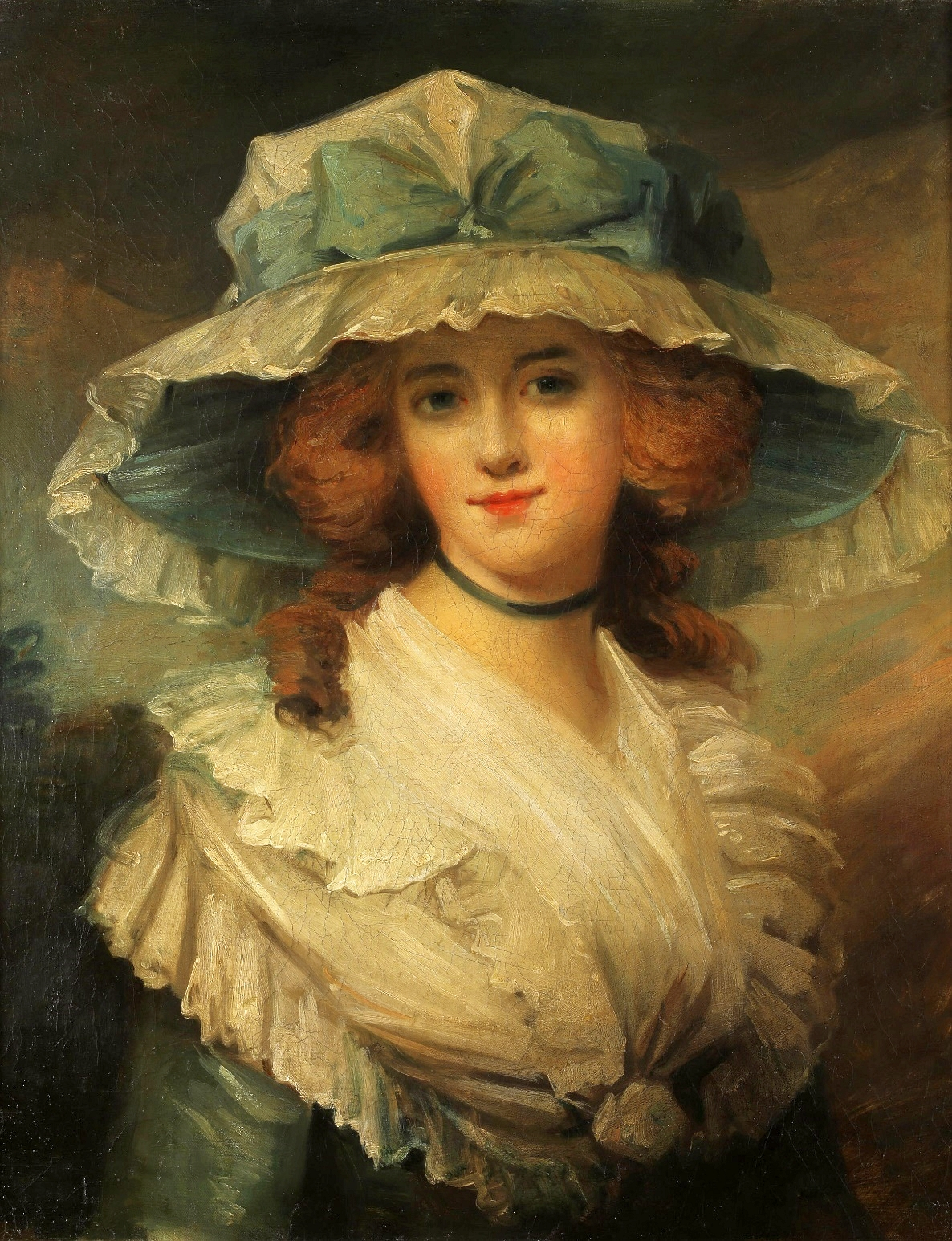
«Портрет невідомої», кінець 18 ст. Вавель
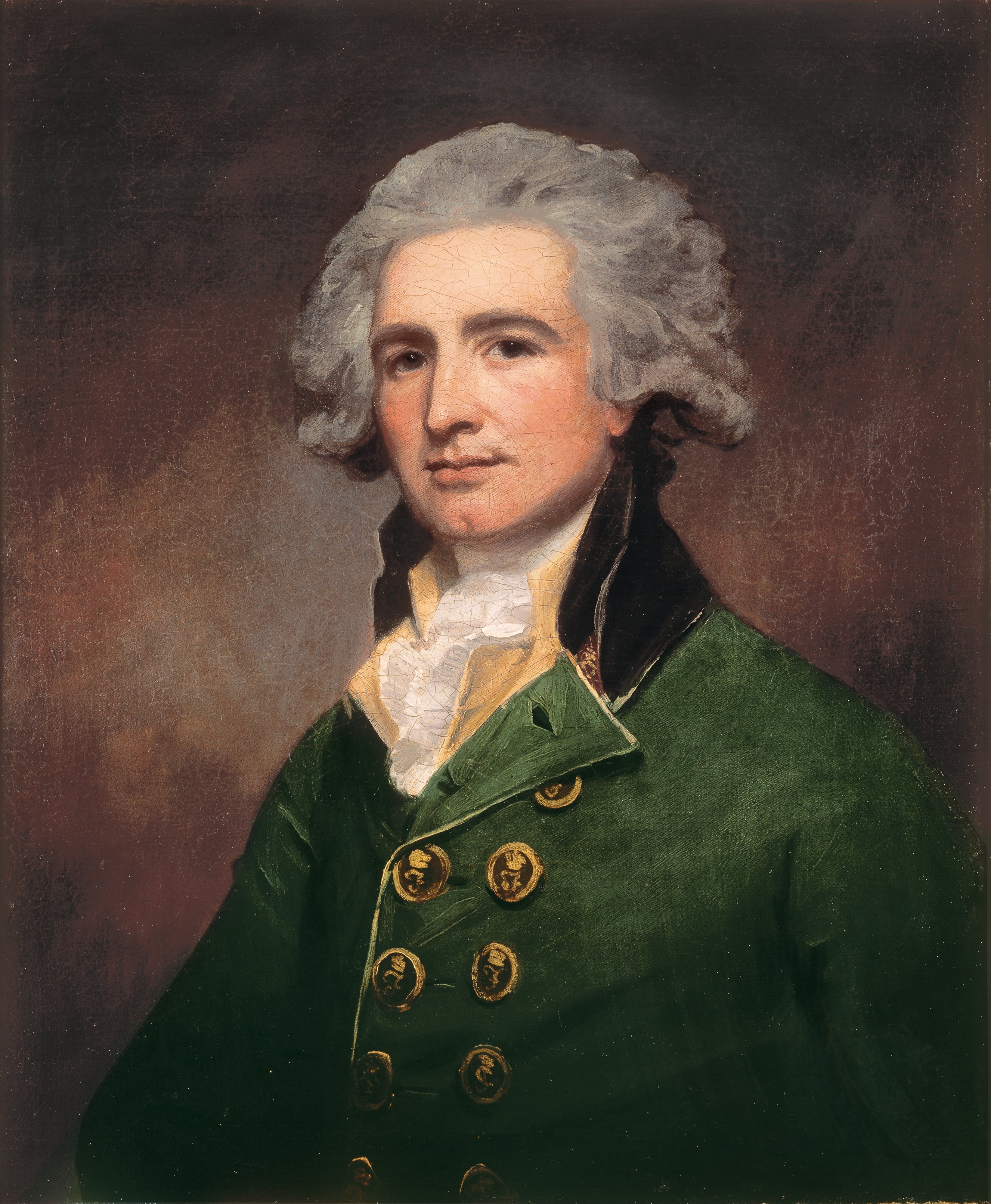
Джордж Ромні, «Капітан Роберт Еберкромбі», 1788 р., Художня галерея Південної Австралії, Аделаїда
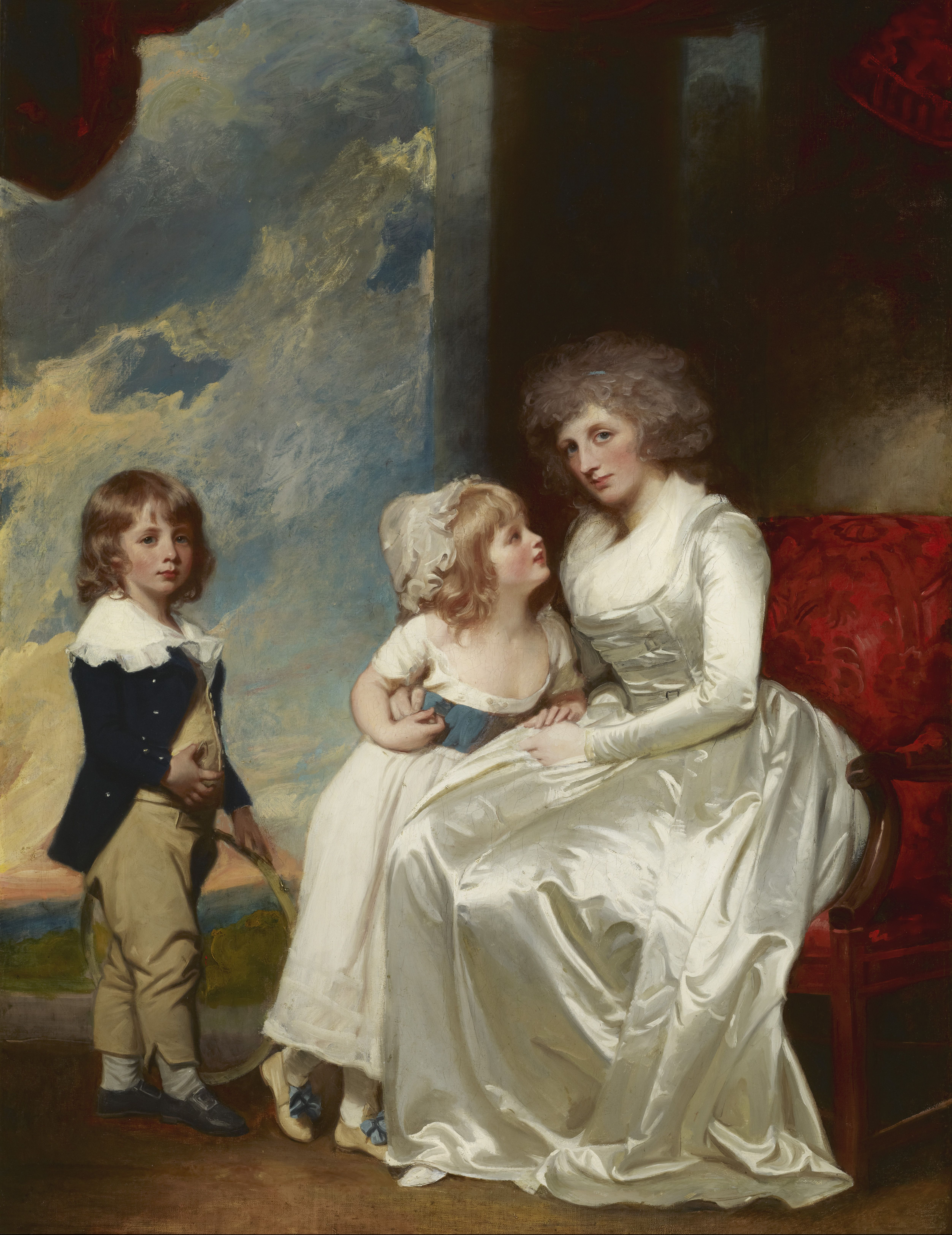
«Графиня Генріета Ворвік з дітьми», до 1889 р., колекія Фріка, Вашингтон, США.
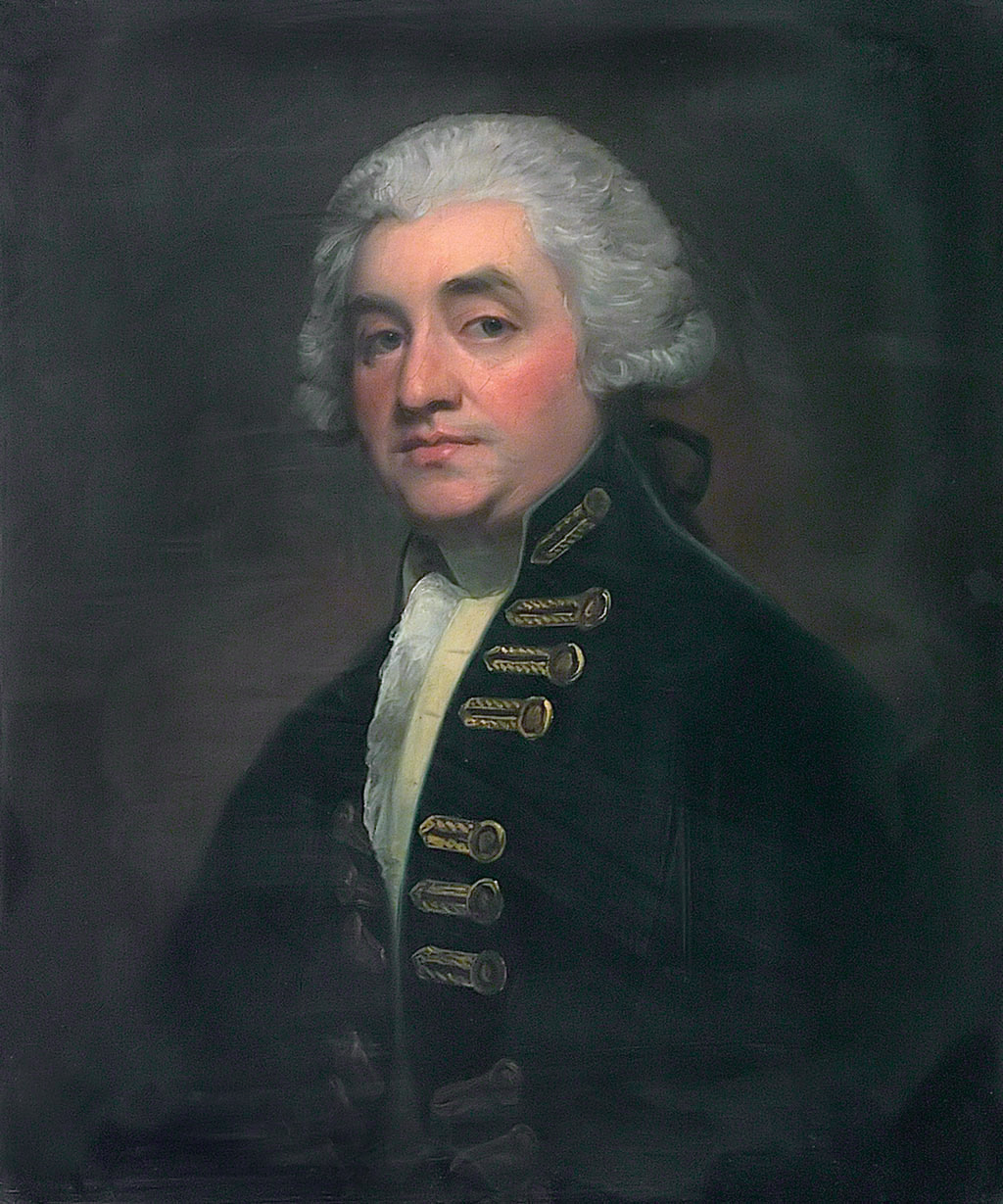
«Віце-адмірал Джошуа Роулі», бл. 1788 р., Національний морський музей, Гринвіч, Велика Британія.